# Гавдос
Гавдос (на гръцки: Γαύδος) е най-южно разположеният гръцки остров. Намира се на близо 50 километра на юг от остров Крит. Част е от ном Ханя. На острова се намира и най-южната точка на Европа – нос Трипити.
В миналото островът е наричан с най-разнообразни имена. Например в Делата на светите апостоли е споменат като Клауда и Кауда. Клавдий Птолемей го нарича Клаудос, а Плиний Стари – Гаудос. Венецианците използват името Гоцо.
Островът има триъгълен вид като най-високата му точка е планинаната Вардиа – 345 метра. Най-южната точка е скалист полуостров с естествена арка наречен Трипити. На самия нос има скулптура на уголемен стол. На северозапад от острова се намира по-малък остров на име Гавдопула. И двата острова са покрити с ниски храсти и са важна точка за почивка на мигриращите птици.
Островът има малко на брой постоянни жители и условията за туризъм са базови. Въпреки това през летните месеци жителите на острова нарастват до 3500, сред които основно туристи и къмпингуващи. Столицата на острова е Кастри, а най-голямото изкуствено пристанище е Кареве. Най-южното населено място е Вациана с общо 31 постоянни жители.
На острова има постоянни жители още от Новокаменната епоха.